# Primera circumscripció d'Osaka
La circumscripció 1a d'Osaka (大阪府第1区, Ōsaka-fu Dai 1 ku) és una circumscripció electoral japonesa, una de les 19 pertanyents a la prefectura d'Osaka. La circumscripció es creà l'any 1994 i va funcionar per primera vegada a les eleccions generals japoneses de 1996. La circumscripció comprèn part de la ciutat i municipi d'Osaka i, en concret, els seus districtes de Chūō, Nishi, Minato, Tennōji, Naniwa i Higashinari. Des de 1994 fins al 2017, la circumscripció havia comprés el districte d'Ikuno en lloc del de Higashinari.

## Composició
| Representant    | Partit | Partit | Termini   |
| --------------- | ------ | ------ | --------- |
| Kōki Chūma      |        | PLD    | 1996-2009 |
| Atsushi Kumada  |        | PD     | 2009-2012 |
| Hidetaka Inoue  |        | PRJ    | 2012-2017 |
| Hiroyuki Ōnishi |        | PLD    | 2017-     |